# 2016年リオデジャネイロオリンピックの難民選手団
2016年リオデジャネイロオリンピックの難民選手団（ - なんみんせんしゅだん）は、2016年夏季オリンピックとして8月5日から8月21日までブラジルのリオデジャネイロで開催された2016年リオデジャネイロオリンピックにおいて、難民となり母国から出場ができない選手で構成された複数地域の混合チームである。IOCコードはROT（Refugee Olympic Team）。

## 概要
同難民選手団は全10名で、出自はシリアやコンゴ民主共和国、エチオピア、南スーダンと様々で、内戦や政情不安などで他国に逃れた経緯がある。うち8名はケニア、ベルギー、ドイツ、ルクセンブルクで暮らす難民だが、柔道に出場したコンゴ民主共和国出身のヨランデ・マビカ選手とポポレ・ミセンガ選手は、開催国であるブラジル政府から難民として認められブラジルで暮らす難民である。以前より、ブラジルは難民保護政策として母国において迫害の危険がある人々に積極的に「人道ビザ」を発行し、合法的かつ安全にブラジルに入国できる道を開いていた。
現地時間8月5日に行われた開会式にて入場したことにより話題を集めた。同6日、アメリカのバラク・オバマ大統領が「初の難民選手団が現れ、どこから参加しても成功できるのだということを世界に証明するだろう」とツイートした。また非営利団体「THE REFUGEE NATION」の支援により、アムステルダム在住の難民ヨラ・サイードのデザインによる独自の旗も製作し、開催中にリオ周辺で配布された。

## 選手団
- 人員: 選手 10人[6]
- 開会式旗手: ローズ・ナティケ・ロコニエン（英語版）[7]
- 閉会式旗手：ポポル・ミセンガ（英語版）[8]

| 選手                               | 母国             | ホストNOC      | 競技     | 種目               |
| ---------------------------------- | ---------------- | -------------- | -------- | ------------------ |
| ジェームス・ニャン・チェンジェック | 南スーダン       | ケニア         | 陸上競技 | 男子400m           |
| イエーシュ・ピュール・ビエル       | 南スーダン       | ケニア         | 陸上競技 | 男子800m           |
| パウロ・アモトゥン・ロコロ         | 南スーダン       | ケニア         | 陸上競技 | 男子1500m          |
| ヨナス・キンド                     | エチオピア       | ルクセンブルク | 陸上競技 | 男子マラソン       |
| ポポル・ミセンガ                   | コンゴ民主共和国 | ブラジル       | 柔道     | 男子90kg級         |
| ラミ・アニス                       | シリア           | ベルギー       | 競泳     | 男子100mバタフライ |
| ローズ・ナティケ・ロコニエン       | 南スーダン       | ケニア         | 陸上競技 | 女子800m           |
| アンジェリーナ・ナダイ・ロハリス   | 南スーダン       | ケニア         | 陸上競技 | 女子1500m          |
| ヨランデ・マビカ                   | コンゴ民主共和国 | ブラジル       | 柔道     | 女子70kg級         |
| ユスラ・マルディニ                 | シリア           | ドイツ         | 競泳     | 女子200m自由形     |

## 種目別選手・スタッフ名簿及び成績
陸上競技
- ジェームス・ニャン・チェンジェック（英語版）  南スーダン（男子400m）予選敗退
- イエーシュ・ピュール・ビエル（英語版）  南スーダン（男子800m）予選敗退
- パウロ・アモトゥン・ロコロ（英語版）  南スーダン（男子1500m）予選敗退
- ヨナス・キンド（英語版）  エチオピア（男子マラソン）90位(完走者は140人)
- ローズ・ナティケ・ロコニエン（英語版）  南スーダン（女子800m）予選敗退
- アンジェリーナ・ナダイ・ロハリス（英語版）  南スーダン（女子1500m）予選敗退

 柔道
- ポポル・ミセンガ（英語版）  コンゴ民主共和国（男子90kg級）ラウンド16敗退
- ヨランデ・マビカ（英語版）  コンゴ民主共和国（女子70kg級）ラウンド32敗退

 競泳
- ラミ・アニス（英語版）  シリア（男子100mバタフライ、男子100m自由形）予選敗退
- ユスラ・マルディニ  シリア（女子100m自由形、女子100mバタフライ）予選敗退